# 이시게 히로미치
이시게 히로미치(일본어: 石毛 宏典, 1956년 9월 22일 ~ )는 일본의 전 프로 야구 선수이자 야구 감독, 야구 해설가·평론가이다.

## 인물

### 선수 시절
지바현 아사히시 출신으로 조시 시립 조시 고등학교 3학년 때인 1974년 프로 야구 드래프트 회의에서 롯데 오리온스로부터 6순위 지명을 받았지만 입단을 거부했다. 그 후 고마자와 대학에 진학하여 도토대학 리그 통산 107경기에 출전해 378타수 114안타, 타율 3할 2리, 7홈런, 57타점을 기록했고 베스트 나인 6회 수상, 4학년 때인 추계 리그에서 수위타자를 차지했다. 통산 114안타는 후지나미 유키오의 133안타, 다카기 유타카의 115안타에 뒤를 이은 리그 3위의 기록이었다.
이 시점에서 프로팀 입단에 대한 의지는 없었고 처음에는 교사를 목표로 하고 있었지만 야구와 교직 과정 습득의 병행은 무리라고 판단해 사회인 야구팀에 들어가고 장래에는 고마자와 대학의 야구부 감독이 되겠다는 목표를 세웠다. 야구를 하면서 평상시의 수업은 물론이고 입학식과 졸업식에도 참석할 수는 없었지만 시험을 앞둔 10일간에 주어지는 공부 시간으로 동급생의 도움을 얻는 등 대학을 졸업할 수 있었다.
졸업 후 사회인 야구팀인 프린스 호텔을 거쳐 1980년 프로 야구 드래프트 회의에서 세이부 라이온스와 한큐 브레이브스로부터 1순위 지명을 받았고 세이부가 교섭권을 얻어 입단했다. 드래프트 지명을 앞두고 부친으로부터 “너에게는 다소 대학에 돈을 사용하고 있을 것이다. 프로 팀에 가서도 계약금을 받고 조금은 보답해라”라고 말하면서 프로 입단 권유를 받고 “(프린스 호텔과 같은) 세이부 그룹의 세이부 라이온스에 지명되면 가겠다”라고 대답을 주고받았다고 한다. 세이부에 입단한 이듬해 1981년에는 신인으로서 개막전에 선발로(유격수) 출전하여 롯데 오리온스의 오치아이 히로미쓰와 함께 수위타자 타이틀을 놓고 경쟁하는 등 입단 1년차부터 맹활약했다. 나가시마 시게오 이후의 신인 타자로서 규정 타석을 채워 3할 대의 타율을 기록해 그 공로로 퍼시픽 리그 신인왕을 차지했다.
이후 세이부의 중심 타자로 활약하면서 요미우리 자이언츠와의 이른바 ‘맹주 결전’(盟主決戦)이라고 불린 1983년 일본 시리즈에서는 6차전에서 팀이 1점 차로 지고 있는 9회말 1사 만루 상황에서 동점 적시타를 때려냈고 3년 뒤인 1986년에는 그 해에 타격 3관왕을 차지한 오치아이 히로미쓰와 고졸 신인으로서의 기록을 연거푸 경신한 기요하라 가즈히로 등을 제치고 퍼시픽 리그 MVP를 차지했다.
한편으론 무릎 부상도 있어 이듬해 1987년에는 유격수에서 3루수로 변환되었지만 일본 시리즈에서는 센트럴 리그 우승 팀의 본거지에서 경기를 하는 경우에 지명타자를 채택할 수 없어 그 후에도 가끔 유격수를 지키는 경우가 있다. 주니치 드래건스와의 1988년 일본 시리즈에서는 전체 5경기에서 모두 유격수로 출전했는데 일본 시리즈 우승을 결정짓는 5차전에서는 1점을 리드하고 있는 9회말에 주니치의 간판 중간 계투인 가쿠 겐지로부터 기사회생의 동점 홈런을 때려내는 등의 맹활약으로 일본 시리즈 MVP를 차지했다. 그 해에 퍼시픽 리그의 야수로서는 처음으로 1억엔 선수가 되었다.
현역 시절의 전반에는 주로 간판 타자로서 활약하고 있었지만 쓰지 하쓰히코의 활약과 오레스테스 데스트라데의 입단 등으로 인해 팀내 사정도 있어 현역 시절 후반에는 3번이나 6번의 타순을 맡게 된다. 골든 글러브상에 단골로 수상하면서 통산 200홈런을 기록하면서도 200개의 도루와 200개의 희생타를 기록할 정도로 주력·공격·수비에 모두 갖춰진 선수이기도 했다. 이시게의 입단과 함께 세이부 라이온스가 황금 시대를 맞이한 시기도 있었는데 그 상징으로서 팀에 대한 헌신적인 모습을 자주 보여주었다는 의미로 ‘미스터 레오’(ミスターレオ)라는 별명이 붙여지기도 했다.
1994년 시즌 종료 후 감독직에서 사임한 모리 마사아키의 후임으로 차기 감독을 맡아달라는 요청이 있었지만 이를 거절했고 FA권을 행사하면서 1995년에 후쿠오카 다이에 호크스로 이적했고 다음해인 1996년에는 16년 간의 현역 생활을 은퇴했다.

### 그 후
은퇴 후에도 다이에에 소속을 두면서 1997년에 미국으로 건너가 로스앤젤레스 다저스에서 코치를 맡았고 이듬해 1998년에는 다이에 2군 감독으로 부임했지만 1년 만에 사임했다. 1999년부터 3년 간 NHK와 스포츠 닛폰의 야구 해설위원을 맡았다.
2002년에는 오릭스 블루웨이브의 감독으로 정식 부임했는데 50승 3무 87패라는 최악의 성적을 기록하여 시즌을 마감했고 다음해인 2003년에는 정규 시즌 개막 이후부터 침체에 빠지는 등 20경기(7승 1무 12패)를 종료한 시점에서 4월 23일에 해임되었다. 야구계 일각에서 지휘봉을 잡는 모습부터 감독으로서의 자질이 의문시되었지만 구단도 적극적으로 선수 보강을 강구하지 않았다고 밝히면서 이시게에 대한 동정 여론도 있었다. 이시게의 말에 의하면, 해임의 발단이 된 것은 새로 입단한 외국인 선수(루스벨트 브라운, 호세 오티스)의 성적 부진으로 일본 야구에 익숙해지기 위해 2군으로 강등시킨 것이 원인이었는데 이것을 채택한 구단 사장에 대한 보복이라고 보여져 해임되었다고 주장했다.
2004년, 주식회사 IBLJ를 설립해 대표이사로 취임했고 시코쿠 아일랜드 리그(현재의 시코쿠 아일랜드 리그 plus)를 설립, 2007년 3월 10일에 IBLJ 대표이사직에서 물러나 전임 커미셔너가 되었다. 같은 해 12월 31일에는 시코쿠 아일랜드 리그와의 계약 만료에 의해서 리그 운영에 손을 뗐지만 IBLJ를 설립할 당시(100%)부터 현재도 주요 주주 중에 이름을 남기고 있다. 커미셔너에서 물러난 것에 대해서는 자신의 블로그에서 “자신으로부터 말하기 시작한 것이 아니고 리그 측에서 계약 갱신을 실시하지 않는다고 결정했다”고 설명했다. 이듬해 2008년 1월에는 에히메 만다린 파이렛츠의 시니어 어드바이저로 부임했다.
2008년 3월에는 간사이 독립 리그의 구상을 표명하면서 2009년에는 간사이 독립 리그가 창설된 이후에는 최고고문으로 취임했고 2009년 9월 1일에는 조사이 국제대학의 객원교수로 부임했다. 같은 해 2009년, 이시게는 세이부 라이온스의 황금기인 1980년대의 복각 유니폼을 착용하는 경기를 가졌고, 당시를 회고하는 여러 가지 이벤트를 실시하는 ‘라이온스 클래식 2009’의 영화 제작 총책임자로 발탁되어 시구식에도 참석했다.

## 출신 학교
- 조시 시립 조시 고등학교
- 고마자와 대학

## 선수 경력
사회인 시대
- 프린스 호텔

프로팀 경력
- 세이부 라이온스(1981년 ~ 1994년)
- 후쿠오카 다이에 호크스(1995년 ~ 1996년)

## 지도자·기타 경력
- 후쿠오카 다이에 호크스 2군 감독(1998년)
- NHK·스포츠 닛폰 야구 해설위원(1999년 ~ 2001년)
- 오릭스 블루웨이브 감독(2002년 ~ 2003년)

## 수상·타이틀 경력
- 신인왕(1981년)
- MVP : 1회(1986년)
- 베스트 나인 : 8회(1981년 ~ 1983년, 1985년 ~ 1987년, 1992년, 1993년)[1]
- 골든 글러브상 : 10회(1981년 ~ 1983년, 1985년 ~ 1988년, 1991년 ~ 1993년)[2]
- 월간 MVP : 3회(1981년 6월, 1986년 6월, 1986년 8월)
- 일본 시리즈 MVP : 1회(1988년)
- 일본 시리즈 감투상 : 1회(1985년)
- 일본 시리즈 우수 선수상 : 3회(1986년, 1987년, 1992년)
- 올스타전 MVP : 1회(1987년 제2차전)

## 개인 기록

### 첫 기록
- 첫 출장·첫 안타·첫 도루 : 1981년 4월 4일, 대 롯데 오리온스 전(가와사키 구장)
- 첫 타점·첫 홈런 : 상동

### 기타
- 일본 시리즈 17경기 연속 안타(1985년 5차전 ~ 1988년 1차전) ※시리즈 기록.
- 통산 첫회 선두 타자 홈런 : 30개(1회초 : 18개, 1회말 : 12개) ※역대 4위.
- 시즌 첫회 선두 타자 홈런 : 8개(1986년)[3]
- 1이닝 2홈런(1994년 6월 11일)
- 23경기 연속 안타(1986년 7월 29일 ~ 8월 27일)
- 시즌 수비율 : .991(1990년)[4]
- 올스타전 출장 : 14회(1981년 ~ 1994년)
- 통산 1000경기 출장 : 1988년 9월 23일(279번째)

## 등번호
- 7(1981년 ~ 1994년, 1996년)
- 0(1995년)
- 78(1998년)
- 87(2002년 ~ 2003년)

## 통산 성적

### 연도별 타격 성적
| 연도        | 소속        | 경 기 | 타 석 | 타 수 | 득 점 | 안 타 | 2 루 타 | 3 루 타 | 홈 런 | 루 타 | 타 점 | 도 루 | 도루 실패 | 희생 번트 | 희생 플라이 | 볼 넷 | 고의 사구 | 死 구 | 삼 진 | 병 살 타 | 타 율 | 출 루 율 | 장 타 율 | O P S |
| ----------- | ----------- | ----- | ----- | ----- | ----- | ----- | ------- | ------- | ----- | ----- | ----- | ----- | --------- | --------- | ----------- | ----- | --------- | ----- | ----- | -------- | ----- | -------- | -------- | ----- |
| 1981년      | 세이부      | 121   | 492   | 409   | 82    | 127   | 21      | 3       | 21    | 217   | 55    | 25    | 9         | 31        | 4           | 44    | 2         | 4     | 96    | 5        | .311  | .380     | .531     | .911  |
| 1982년      | 세이부      | 124   | 537   | 464   | 64    | 120   | 17      | 2       | 15    | 186   | 54    | 22    | 4         | 15        | 2           | 55    | 2         | 1     | 112   | 5        | .259  | .337     | .401     | .738  |
| 1983년      | 세이부      | 128   | 525   | 439   | 86    | 133   | 26      | 7       | 16    | 221   | 64    | 29    | 5         | 21        | 0           | 59    | 0         | 6     | 63    | 10       | .303  | .393     | .503     | .896  |
| 1984년      | 세이부      | 124   | 523   | 452   | 91    | 117   | 28      | 1       | 26    | 225   | 71    | 26    | 10        | 11        | 4           | 53    | 0         | 3     | 82    | 4        | .259  | .338     | .498     | .836  |
| 1985년      | 세이부      | 130   | 607   | 504   | 96    | 141   | 26      | 4       | 27    | 256   | 76    | 11    | 3         | 8         | 5           | 88    | 4         | 2     | 86    | 4        | .280  | .386     | .508     | .894  |
| 1986년      | 세이부      | 129   | 586   | 514   | 91    | 169   | 23      | 0       | 27    | 273   | 89    | 19    | 10        | 13        | 7           | 46    | 2         | 6     | 71    | 6        | .329  | .386     | .531     | .917  |
| 1987년      | 세이부      | 130   | 582   | 525   | 80    | 141   | 20      | 0       | 11    | 194   | 41    | 14    | 3         | 5         | 2           | 47    | 5         | 3     | 89    | 6        | .269  | .331     | .370     | .701  |
| 1988년      | 세이부      | 130   | 594   | 508   | 84    | 144   | 15      | 1       | 21    | 224   | 63    | 22    | 4         | 12        | 6           | 66    | 7         | 2     | 79    | 10       | .283  | .364     | .441     | .805  |
| 1989년      | 세이부      | 130   | 612   | 486   | 78    | 131   | 21      | 4       | 16    | 208   | 63    | 28    | 5         | 17        | 5           | 98    | 5         | 6     | 66    | 16       | .270  | .395     | .428     | .823  |
| 1990년      | 세이부      | 100   | 413   | 359   | 48    | 107   | 21      | 1       | 8     | 154   | 47    | 7     | 1         | 9         | 5           | 39    | 2         | 1     | 41    | 12       | .298  | .364     | .429     | .793  |
| 1991년      | 세이부      | 122   | 487   | 417   | 49    | 112   | 24      | 1       | 13    | 177   | 61    | 8     | 4         | 22        | 6           | 41    | 1         | 1     | 64    | 9        | .269  | .331     | .424     | .755  |
| 1992년      | 세이부      | 125   | 504   | 438   | 64    | 130   | 27      | 0       | 8     | 181   | 52    | 11    | 3         | 22        | 1           | 39    | 0         | 4     | 80    | 16       | .297  | .359     | .413     | .772  |
| 1993년      | 세이부      | 122   | 506   | 434   | 64    | 133   | 26      | 2       | 15    | 208   | 53    | 12    | 5         | 13        | 0           | 59    | 1         | 0     | 83    | 10       | .306  | .389     | .479     | .868  |
| 1994년      | 세이부      | 111   | 439   | 380   | 60    | 101   | 13      | 2       | 11    | 151   | 46    | 8     | 4         | 15        | 3           | 41    | 1         | 0     | 79    | 13       | .266  | .335     | .397     | .732  |
| 1995년      | 다이에      | 52    | 134   | 120   | 11    | 24    | 6       | 0       | 1     | 33    | 11    | 0     | 1         | 3         | 1           | 8     | 0         | 2     | 31    | 4        | .200  | .260     | .275     | .535  |
| 1996년      | 다이에      | 18    | 29    | 23    | 1     | 3     | 0       | 0       | 0     | 3     | 1     | 1     | 0         | 1         | 1           | 4     | 0         | 0     | 5     | 2        | .130  | .250     | .130     | .380  |
| 통산 : 16년 | 통산 : 16년 | 1796  | 7570  | 6472  | 1049  | 1833  | 314     | 28      | 236   | 2911  | 847   | 243   | 71        | 218       | 52          | 787   | 32        | 41    | 1127  | 132      | .283  | .362     | .450     | .812  |

- 굵은 글씨는 시즌 최고 성적.

### 감독으로서의 팀 성적
| 연도      | 소속      | 순위      | 경기 | 승리 | 패전 | 무승부 | 승률 | 승차   | 팀 홈런 | 팀 타율 | 팀 평균자책점 | 연령 |
| --------- | --------- | --------- | ---- | ---- | ---- | ------ | ---- | ------ | ------- | ------- | ------------- | ---- |
| 2002년    | 오릭스    | 6위       | 140  | 50   | 87   | 3      | .365 | 39     | 102     | .235    | 3.58          | 46세 |
| 2003년    | 오릭스    | --        | 20   | 7    | 12   | 1      | .368 | (33.5) | (174)   | (.276)  | (5.95)        | 46세 |
| 통산 성적 | 통산 성적 | 통산 성적 | 160  | 57   | 99   | 4      | .365 |        |         |         |               |      |

- 2003년 시즌 도중 해임, 괄호 안의 성적은 해임 이후의 팀이 기록한 그 해의 시즌 성적.